# Cladocolea intermedia
Cladocolea intermedia là một loài thực vật có hoa trong họ Loranthaceae. Loài này được (Rizzini) Kuijt mô tả khoa học đầu tiên năm 2001.